# Taxa google
La taxa Google, o també anomenat Cànon AEDE (acrònim d'Associació d'Editors de Diaris Espanyols), és una taxa dirigida als agregadors de notícies. Els obliga a pagar per enllaçar i mostrar el contingut d'altres autors i mitjans de comunicació a les seves pàgines. Aquesta mesura afecta a diversos agregadors com Google News o Menéame.
El cànon AEDE forma part de la nova Llei de Propietat Intel·lectual, en vigor des de l'1 de gener del 2015.